# Живко Бояджиєв
Живко Бояджиєв (болг. Живко Бояджиев); нар. 14 квітня 1936, Софія — пом. 9 серпня 2007, Софія — болгарський мовознавець.

## Біографія
Народився 14 квітня 1936 в Софії в родині інтелігентних батьків, які мали трьох дітей. Навчався в коледжі у Франції до 1948. Закінчив в 1953 Софійський університет.
Після закінчення середньої школи деякий час був учителем французької мови в Брезнику (1958-1959).
У 1962, після конкурсу став постійним доцентом Софійського університету.
У 1974 захистив докторську дисертацію. У 1989 був обраний професором.
Викладав у багатьох університетах Європи.
Помер 9 серпня 2007 в Софії.